# Henry Sykes Stephens
Henry Sykes Stephens KH (* 1795 oder * 1796; † 6. Juli 1878 in London) war ein britischer Offizier, Maler und Musiker.

## Leben
Henry Sykes Stephens trat im Juni 1815 als Ensign in die British Army ein und wurde im November desselben Jahres zum Lieutenant und 1825 zum Captain befördert. Bis Ende 1840 war er 10 Jahre aktiver Offizier und über 16 Jahre auf Halbsold.
Zur Zeit der Personalunion zwischen Großbritannien und Hannover war Stephens als Adjutant des Vizekönigs Adolphus Frederick, 1. Duke of Cambridge, in der Residenzstadt des Königreichs Hannover stationiert. Das 1836 erstellte Hannoversche Adress-Buch für das Jahr 1837 verzeichnete „Stephens, H. S., Capitain, Oberadjutant Sr. Königl. Hoheit des Vice-Königs Herzog von Cambridge“ mit Wohnsitz unter der damaligen Adresse „Georgstraße 354 f.“
Hannovers Personalunion mit Großbritannien endete im Jahr 1837 mit dem Tod von König Wilhelm IV. Vor dem Regierungsantritts von König Ernst August von Hannover wurde der Duke of Cambridge als hannoverscher Vizekönig verabschiedet. Sein Aide-de-camp Henry Sykes Stephens wurde im gleichen Jahr als Ritter des Guelphen-Ordens ausgezeichnet.
Nach einiger Zeit mit Halbsold erhielt er am 1. Februar 1839 einen Dienstposten als Captain des 86th (Royal County Down) Regiment of Foot und wurde zugleich rückwirkend zum 28. Juni 1838 zum Brevet-Major befördert. Den Dienstposten gab er im Oktober 1841 wieder ab.
Als 1843 eine Tochter des Duke of Cambridge in der Kapelle des Buckingham Palace den späteren Großherzog Friedrich Wilhelm II. von Mecklenburg-Strelitz heiratete war Henry Sykes Stephens dessen „Man of Honour“.
Stephens wurde 1847 zum Sergeant at Arms im königlichen Haushalt von Queen Victoria und 1852 zu einem der Gentleman Usher Quarterly Waiter. Weiterhin auf Halbsold wurde er aufgrund seines Dienstalters im November 1851 zum Brevet-Lieutenant-Colonel, im November 1854 zum Brevet-Colonel, im September 1865 zum Brevet-Major-General, später zum Brevet-Lieutenant-General und schließlich im Oktober 1877 zum General befördert.
Er starb am 6. Juli 1878 im Alter von 82 Jahren in London.

## Familie
Am 21. November 1835 brachte Stephens’ Gattin in Hannover einen Sohn zur Welt.
Henry Sykes Stephens hatte auch zumindest eine Tochter. Mary Henrietta heiratete 1871 Charles William Williams-Bulkeley, den Sohn eines Baronets. Sie verstarb bereits im Juni 1878, anscheinend kinderlos.

## Künstlerische Werke

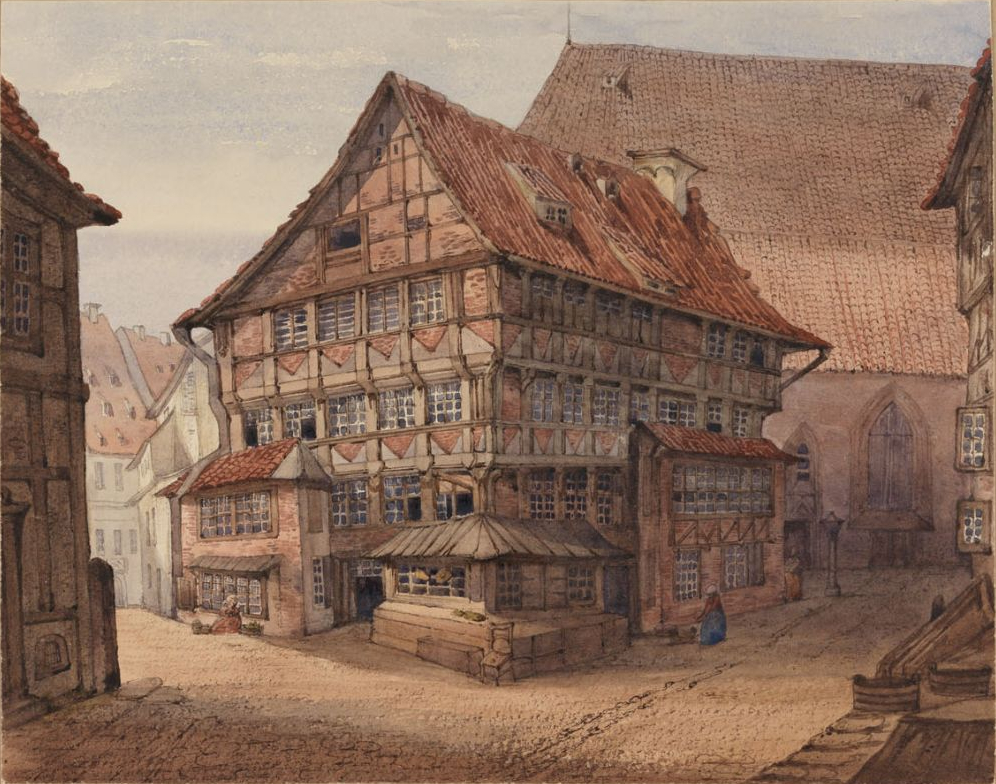
Das Ahlerssche Haus in Hannover (H. S. Stephens, 1837)

Als Künstler blieb Stephens eher unbekannt. Er dilettierte in den Bereichen bildende Kunst und Musik und hatte in seiner Zeit in Hannover offenbar Umgang mit dem Verkehrspolitiker, Fabrikanten und Kunstsammler Bernhard Hausmann.
- In der Sammlung „Andenken meiner Zeitgenossen“ von Bernhard Hausmann im Herzog Anton Ulrich-Museum in Braunschweig findet sich
  - ein Aquarell, zwischen den Angaben „Capt: H. S. Stephens pinx“ und „1837“ der Titel „Das Ahlersche Haus in Hannover, abgerissen Juny 1838“, während das Blatt rückseitig beschriftet wurde als „Geschenk des Malers“[2]
- im Stadtarchiv Hannover hatte sich Anfang der 1930er Jahre ein Aquarell von H. S. Stephens erhalten, auf dem die Fassade des historischen Gebäudes Schmiedestraße 30 in Hannover festgehalten worden war.[20]